# Malborks flygbas
Malborks flygbas eller 22:a flygbasen (polska: 22 Baza Lotnictwa Taktycznego) (IATA: EPMB) är en militär flygplats belägen cirka 10 kilometer öster om Malbork, Polen.

## Historik
År 1929 anlades flygfältet utanför Königsdorf nära Marienburg. Fältet övertogs år 1934 av tyska Luftwaffe. Intill fältet uppfördes en flygplansfabrik, då Focke-Wulf flyttade produktion från Bremen. Fabriken kom att tillverka hälften av alla Focke-Wulf Fw 190S.  Den 9 oktober 1943 utsattes flygfältet samt industrikomplexet av en amerikanska Åttonde flygvapnet. Den 9 april 1944 utsattes anläggningen en andra gång för flygbombningar.
Under efterkrigstiden togs flygfältet över av sovjetiska flygvapnet. I samband med att Polska flygvapnet bildades, baserades år 1952 41:a jaktflottiljen i Malbork. Till en början var flottiljen beväpnad med sovjetiska jaktflygplanet MiG-15, vilket ersattes senare med MiG-17. År 1964 beväpnades flottiljen med MiG-21, även det ett jaktflygplan. År 2001 upplöstes flottiljen. Istället bildades av dess mark- och luftkomponenter två nya förband, 22:a flygbasen och 41:a lufttaktiska divisionen. År 2003 togs de sista MiG-21:orna ur tjänst, och ersattes av 23 MiG-29:or, vilka erhållits från Tyskland för 1 euro.
På grund av det ryska militära ingripandet i Ukraina, svarade Nato med att förstärka antalet flygplan i Baltic Air Policing. Den 2 juni 2014 baserades Franska flygvapnet vid flygbas i Malbork. Basen är med det tillsammans med Ämari flygbas i Estland och Šiauliai flygbas i Litauen, en del av Baltic Air Policing.

### Översättningar
Den här artikeln är helt eller delvis baserad på material från engelskspråkiga Wikipedia, 22nd Air Base, 14 februari 2014.